# Hans-Joachim Behrendt (Musiker)
Hans-Joachim „Hansi“ Behrendt (* 15. Februar 1955; † 27. Februar 2023 in Berlin, Ehename seit 1994 Behrendt-Snyder) war ein deutscher Musiker, hauptsächlich bekannt als Schlagzeuger in der Band Ideal.

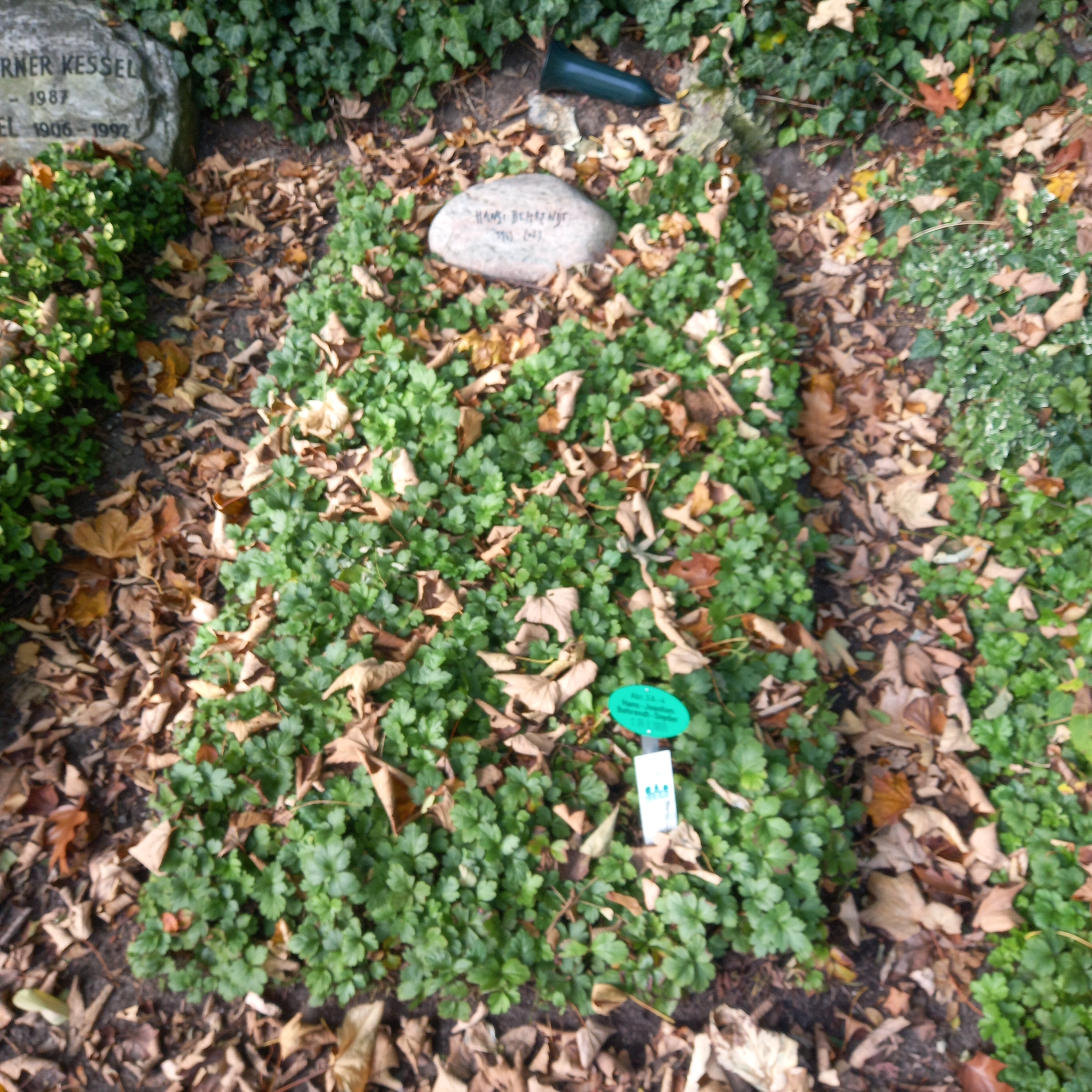
Das Grab von Hans-Joachim Behrendt auf dem Friedhof Heerstraße in Berlin

## Leben und Wirken
Behrendt wuchs auf in Unkel bei Bonn, seine Eltern besaßen dort eine Sportartikelfabrik. Als Jugendlicher spielte er die Trommel bei Spielmannszügen. Mit 17 verließ er seine Heimatstadt und ging nach Berlin.
Ende der 1970er Jahre spielte Behrendt beim Release Music Orchestra (als Gast), in Volker Kriegels Mild Maniac Orchestra und mit den Neonbabies, wo er seine Bandkollegen Annette Humpe und Eff-Jott Krüger kennenlernte.
Zwischen 1980 und 1983 feierte Behrendt mit Ideal große Erfolge. Mit Songs wie Blaue Augen, Monotonie und Eiszeit wurde Ideal zu einer der wichtigsten Bands der Neuen Deutschen Welle. Beim Song Schöne Frau mit Geld von 1982 war Behrendt als Sänger zu hören. 
Seine Nachfolgeband Chinchilla Green, in der auch der spätere Alphaville-Sänger Marian Gold mitspielte, blieb (ebenso wie seine Tätigkeit als Producer für Panama Cut) erfolglos, Behrendt lernte dort jedoch seine zukünftige Ehefrau kennen, die er 1994 heiratete. Nach dem Ende von Chinchilla Green zog er sich weitgehend aus der Musikbranche zurück und gründete eine Baufirma. Gelegentlich war er noch als Tourmusiker aktiv, so für Alphaville (1993),  Ich + Ich (2006) und Camouflage (2014).
Im September 2022 wurde bei Behrendt ein Lungentumor diagnostiziert. Behrendt starb am 27. Februar 2023 an den Folgen der Behandlung in Berlin.

## Stil
Durch seine Erfahrung als Perkussionist entwickelte Behrendt einen sehr eigenwilligen Stil am Schlagzeug. Er hat „sehr perkussiv gespielt, irrsinnig gegroovt und ein Timing gehabt, was die wenigsten Schlagzeuger haben“, so seine Bandkollegin Annette Humpe.